# Cyzicus mexicanus
Cyzicus mexicanus är en kräftdjursart som först beskrevs av Claus 1860.  Cyzicus mexicanus ingår i släktet Cyzicus och familjen Cyzicidae. Inga underarter finns listade i Catalogue of Life.